# Supercoppa lettone (pallavolo maschile)
La Supercoppa lettone è una competizione pallavolistica per squadre di club lettoni maschili, organizzata con cadenza annuale dalla LVF.

## Edizioni
| Edizione      | Edizione          | Podio           | Podio     | Podio           |
| Anno          | Sede della finale | Campione        | Risultato | Finalista       |
| ------------- | ----------------- | --------------- | --------- | --------------- |
| 2020 Dettagli | Riga              | Jēkabpils Lūši  | 3 - 2     | RTU Robežsardze |
| 2021 Dettagli | Jēkabpils         | Jēkabpils Lūši  | 3 - 1     | RTU Robežsardze |
| 2022 Dettagli | Jūrmala           | RTU Robežsardze | 3 - 0     | Jēkabpils Lūši  |
| 2023 Dettagli | Daugavpils        | Ezerzeme        | 3 - 2     | RTU Robežsardze |
| 2024 Dettagli | Jēkabpils         | Jēkabpils Lūši  | 3 - 1     | Ezerzeme        |

## Palmarès
| Squadra         | Titolo | Edizione         |
| --------------- | ------ | ---------------- |
| Jēkabpils Lūši  | 3      | 2020, 2021, 2024 |
| RTU Robežsardze | 1      | 2022             |
| Ezerzeme        | 1      | 2023             |